# NGC 2167
NGC 2167 ist ein Stern im Sternbild Monoceros. Das Objekt wurde am 8. Januar 1831 von John Herschel entdeckt und fälschlicherweise in den NGC-Katalog aufgenommen.